# ミハイル・バルクライ・ド・トーリ

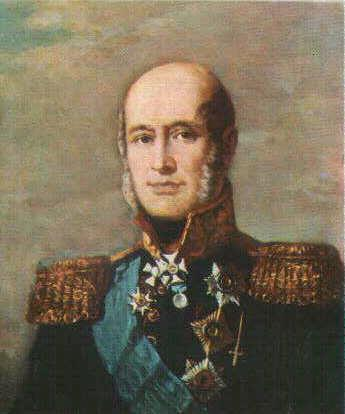
ミハイル・バルクライ・ド・トーリ

ミハイル・ボグダノヴィチ・バルクライ・ド・トーリ（Михаи́л Богда́нович Баркла́й де То́лли, 1761年12月27日 - 1818年3月26日）は、ナポレオン戦争時のロシアの軍人。元帥。

## 経歴

### 出自
17世紀にリガに移住してきたスコットランド貴族の家系。リフリャンデイアのロシア併合後、ロシア国籍となる。西欧では英語読みのマイケル・アンドレイアス・バークレイ・ディ・トリー（Michael Andreas Barclay de Tolly）として有名。父のヴェインゴリド・ゴッタルドは、短期間将校として軍に勤務し、中尉で退役した。母のマルガリータ・エリザヴェータは、代々スウェーデン軍に勤務する貴族のスミッテン家出身。バルクライ・ド・トーリは、リフリャンディアのパムシスに生まれた。当時の多くの貴族と同様に家庭教師から学び、1769年12月、騎兵曹長に任命された。

### 軍歴
教育終了後、プスコフ騎兵連隊に配属され、1778年、騎兵少尉に任官し、1783年、陸軍少尉となった。1786年、中尉としてフィンランド猟兵軍団第1大隊に転属し、軍団長フリードリッヒ・アンガリツキー伯爵の副官に任命された。間もなく、先任副官となり、大尉に昇進した。
1787年～1791年のトルコとの戦争時、オチャーコフ郊外の戦いで初陣を飾った（オチャーコフ攻囲戦）。オチャーコフ突撃の功績で、バルクライは四等聖ウラジーミル公勲章（ロシア軍で2番目に受賞）を授与され、少佐に昇進した。その後、イジュム軽騎兵連隊で勤務し、カウシャヌイ郊外で戦い、アッケルマンを奪取した。
1790年4月、フィンランドに異動し、スウェーデン軍と戦った。ケルニコスキ郊外の戦いで認められ、司令官のニコライ・サルトゥイコフ伯爵の副官となった。バルクライは本部附属のまま、トボリ歩兵連隊に配属された。
終戦後、1791年にサンクトペテルブルク擲弾兵連隊に転属し、1792年、反乱鎮圧のためポーランドに派遣された。本格的な戦闘は1794年春から始まり、バルクライは大隊長としてヴィリナに突入し、退却する敵を追撃してこれを撃破した。ポーランド戦役時の活躍に対して、四等ゲオルギー勲章を授与され、中佐に昇進し、同年12月にはエストリャンド猟兵軍団の第1大隊長となった。
1798年、大佐に昇進し、第4猟兵連隊長に任命された。1799年3月、連隊の模範的訓練に対して、パーヴェル1世はバルクライを少将に昇進させた。

### ナポレオン戦争

#### アイラウの戦い
アレクサンドル1世の即位と共に、ロシアの国内外政策に変化が起こった。陸軍の機構にも変化は及び、バルクライの連隊は、第3猟兵連隊に改称された。
ナポレオン・ボナパルトの大陸軍との最初の衝突は、1806年12月14日、プルツク郊外で起こった。バルクライは、第77テンギン歩兵連隊、3個猟兵連隊、5個騎兵中隊を指揮しつつ、ランヌ元帥の部隊と交戦し、陣地の確保に成功した。この功績により、バルクライは三等聖ゲオルギー勲章を授与された。
アイラウの戦いにおいて、バルクライは市の防衛を組織しつつ、自らは騎兵突撃に参加し、右腕に銃弾を受け負傷した。傷はひどく、右腕の切断すら検討されたが、アレクサンドル1世は自分の主治医であるジェイムス・ヴィリエを送り、彼の右腕を救った。治療中、アレクサンドル1世自らが見舞いに訪れた後、バルクライの地位は高まり、一等聖アンナ勲章と二等聖ウラジーミル勲章を授与され、1807年4月9日には中将に昇進し、第6歩兵師団長に任命された。

#### 第二次ロシア・スウェーデン戦争

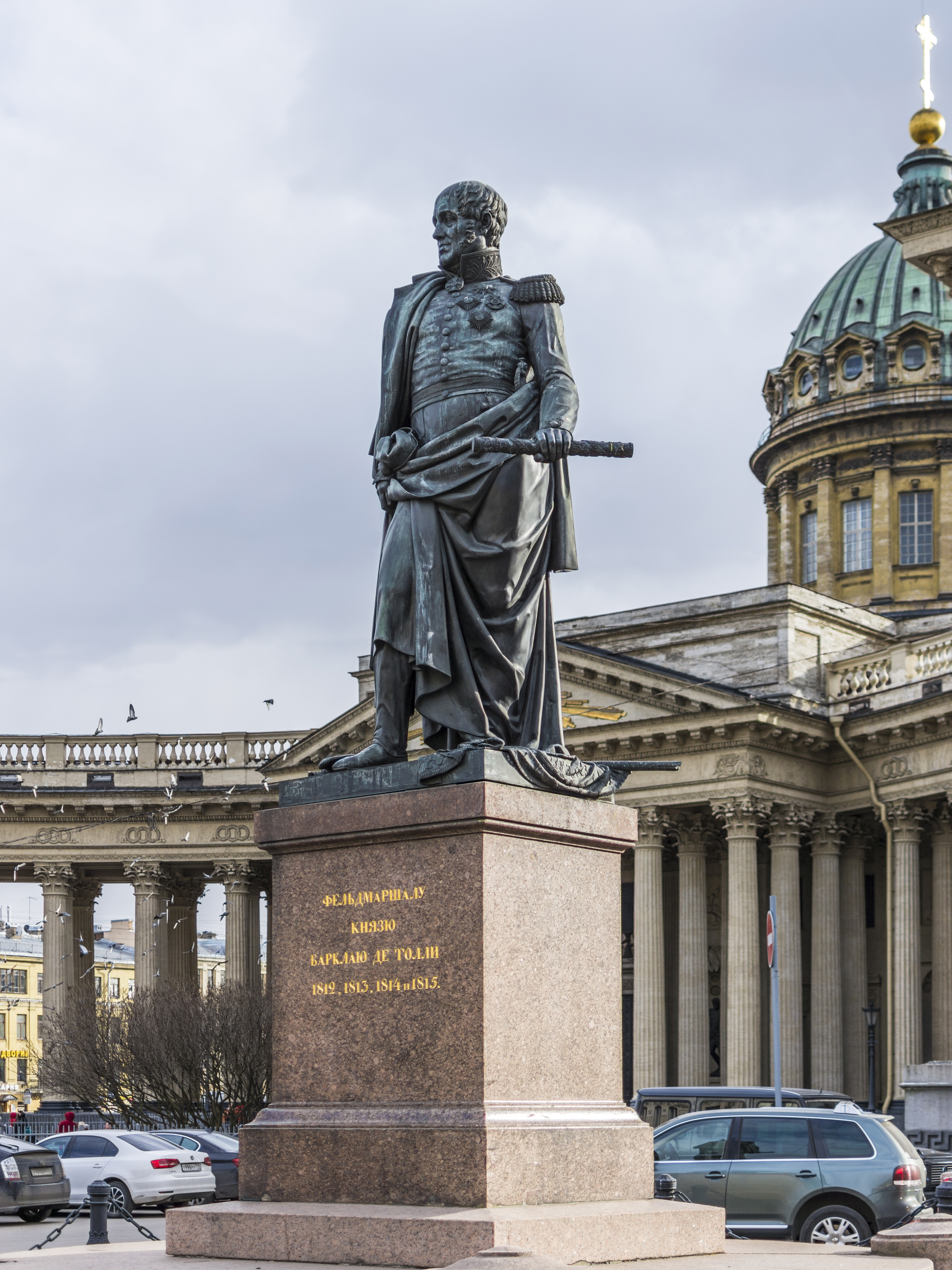
バルクライ・ド・トーリの銅像

1807年11月、ロシアはフランスと締結したティルジット条約に従い、イギリスに宣戦布告した。同時に、スウェーデンにも反英連合への参加が提案されたが、スウェーデン国王グスタフ4世はこれを拒否し、1808年2月、第二次ロシア・スウェーデン戦争が始まった。当初、戦況はロシア軍に有利であり、F.ブクスゲヴデン指揮下の部隊はフィンランドの首都アボを占領した。しかし、進撃につれ補給線が延び、スウェーデン軍の襲撃により損害を増していった。
この状況下において、バルクライには遠征隊を率いてフィンランドに侵攻することが命じられた。1808年6月、クオピノ市を占領し、スウェーデンのサンデルス大佐の突撃を撃退したが、間もなく病気になり、サンクトペテルブルクに帰らざるを得なかった。ここで、バルクライは軍事会議の議員となり、アレクサンドル1世の側近に加わった。
1808年12月、バルクライは、冬季にボトニチェスキー湾から氷上侵攻する構想を提案した。この作戦のために、ピョートル・バグラチオン、P.シュワロフ、そしてバルクライの3個軍団が準備された。バルクライの軍団は、バス市からウメオ市までの約100kmの行程だった。1809年3月、この横断は成功し、スウェーデン軍はウメオまで退却せざるを得ず、戦争の帰趨は決した。この功績に対して、バグラチオンとバルクライは歩兵大将に昇進し、バルクライには聖アレクサンドル・ネフスキー勲章が授与された。
作戦終了後、1810年まで在フィンランド・ロシア軍総司令官兼フィンランド大公国総督を務めた。1810年1月、軍事相に任命され、フランスとの戦争に備えた。1811年9月、一等ウラジーミル勲章を授与された。

#### 祖国戦争
また、ナポレオンのロシア遠征の際には、ロシア第1軍を指揮した。

### 戦後
ナポレオン戦争終結後、バルクライはロシア軍の強化に全力を注いだ。バルクライは、屯田兵の導入を公然と批判し、他の高官と対立したが、皇帝の信任は高く、彼の地位には影響しなかった。1817年、皇帝の国内旅行に随行。
1818年までにバルクライの健康は顕著に悪化した。医師の勧告により業務を離れ、オーストリアの保養地だったマリエンバート及びカールスバートで療養することにしたが、この旅行中に病状が悪化し、1818年5月14日に東プロイセンのインステルブルクで死去した。
バルクライの葬儀はリガで行われ、遺体は当初ヘリム、後にベクゴフに埋葬された。

## 評価
当時の歩兵指揮官の中ではとりわけ優秀であった。粘り強い戦い、守戦両様の采配には定評があり、局地的な戦いでは数々の勝利を得た。又、焦土作戦の立案・軍の近代化への着手等、ナポレオンのロシア遠征を頓挫させるきっかけをつくり、司令官としても一定の評価を得ている。
一方で人望が薄く、部下をまとめきれずに敵前で全軍退却を余儀なくされることさえあった。又、焦土作戦が成功裏に終わるまでは国民からの知名度は低く、悪評も多かった。

## 顕彰
プロシア国王フリードリヒ・ヴィルヘルム3世は、バルクライの最後の地に記念碑を建てた。ロシアでは、1837年、サンクトペテルブルクのカザン広場、1849年、タルトゥ、1913年～1915年、リガにバルクライの記念碑が建てられた。